# Gylling Mølle
Gylling Mølle er en vindmølle i Gylling, den blev opført i 1860. Den faldt sammen under en storm i 1906, fordi den ikke blev vedligeholdt, men blev genopbygget med mursten til hatten. 
Mølledriften stoppede i 1963, og møllen forfaldt. Møllen blev sat til salg til nedrivning i 1976, men "Odderegnens Forening for Bygnings- og Landskabskultur" købte møllen, der var den sidste af 41 møller i Hads Herred. "Den Selvejende Institution Gylling Mølle" lagde et stort arbejde i at bevare Gylling Mølle. Odder Kommune ydede økonomisk indsats og lavede et beskæftigelsesprojekt til at reparere møllen indvendig. 21. oktober 1994 kunne byens borgere igen se deres mølle køre, efter 30 år ude af drift. 